# Муайянвик
Муайянви́к (фр. Moyenvic) — коммуна во французском департаменте Мозель региона Лотарингия. Относится к кантону Вик-сюр-Сей.	

## География

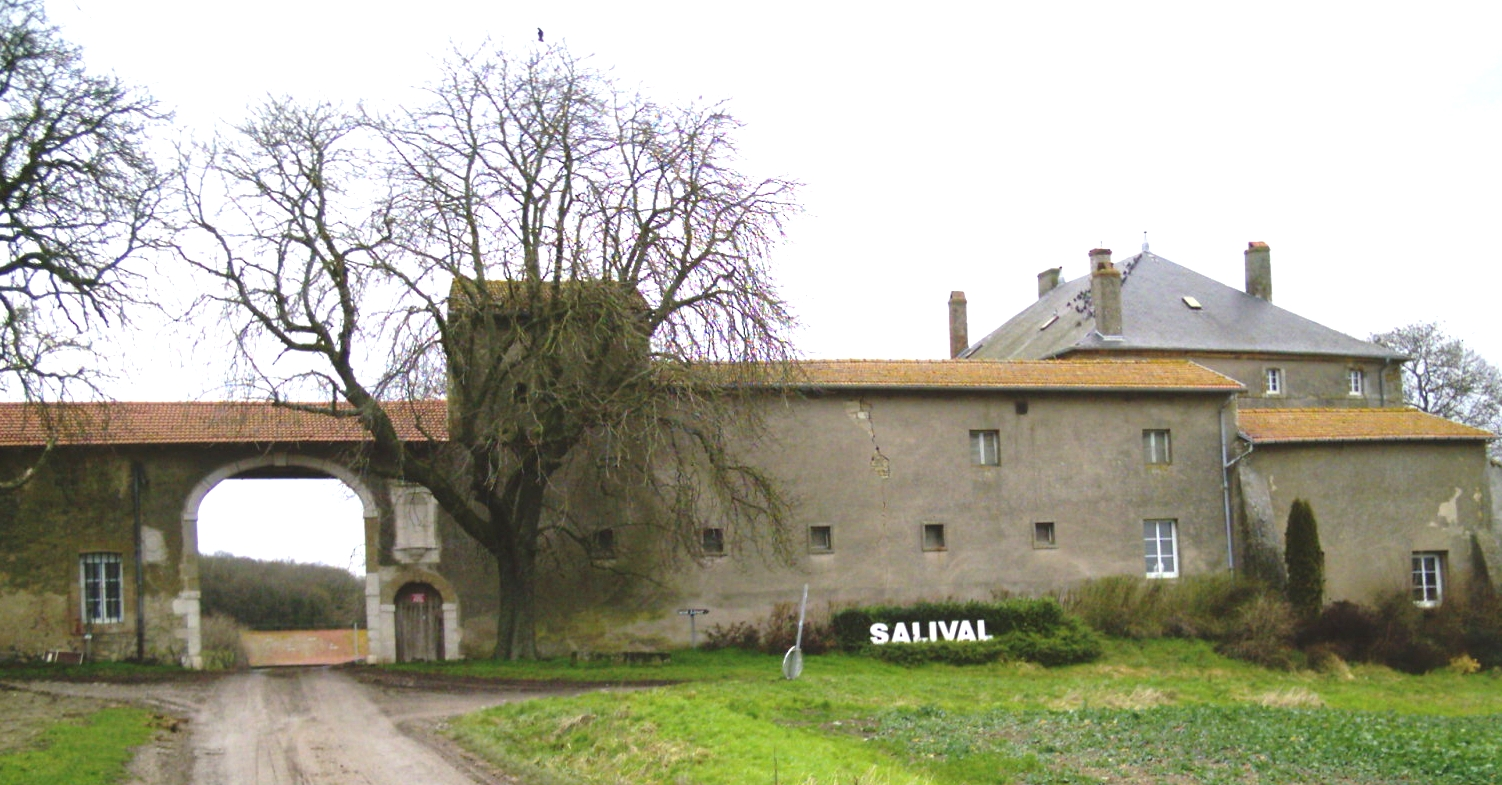
Ферма Саливаль в Муайянвике.

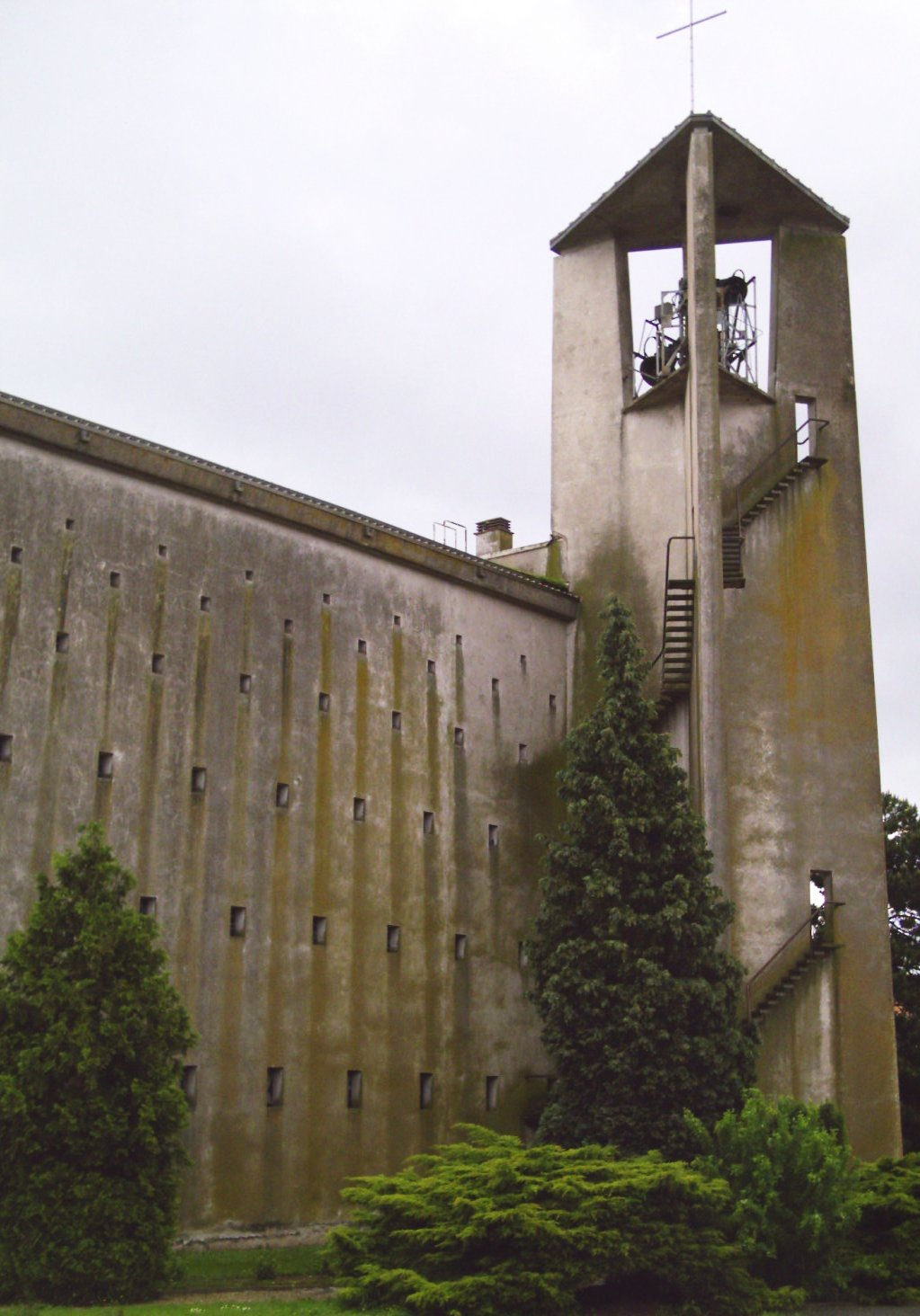
Церковь Сен-Пьян-Сент-Ажан-Сент-Колом с колокольней.

Муайянвик расположен в 3 км к востоку от Вик-сюр-Сей, в 8 км к юго-востоку от Шато-Сален, 50 км к юго-востоку от Меца. Соседние коммуны: Морвиль-ле-Вик на севере, Арокур-сюр-Сей и Марсаль на северо-востоке, Ксанре и Жюврекур на юге, Вик-сюр-Сей и Салонн на западе.
Коммуна расположена на юге департамента Мозель в естественно-историческом регионе Сольнуа.

## История
- В 1871 году Муайянвик по франкфуртскому договору отошёл к Германской империи и получил германизированное название Medewich. В 1918 году после поражения Германии в Первой мировой войне вновь вошёл в состав Франции в департамент Мозель.

## Демография
По переписи 2008 года в коммуне проживало 363 человек.

## Достопримечательности
- Церковь Сен-Пьян XIV века была разрушена в 1944 году. Новая церковь Сен-Пьян-Сент-Ажан-Сент-Колом была сооружена в 1965 году архитектором Жилем Бюро в стиле кубизма.